# ザ・フィリピノ・チャンネル
ザ・フィリピノ・チャンネル（TFC　The Filipino Channel）は、ABS-CBNが運営する国際衛星テレビ局である。主に在外フィリピン人向けにABS-CBNの番組を配信している。

## 主な番組
- ワウワウウィー
- ディール・オア・ノー・ディール（フィリピン版）
- The Buzz

## 日本での展開
日本では2007年10月までスカパー!の787chにてウィンズ・フィリピノ・チャンネルとしてABS-CBNの番組を配信していた。しかし2007年11月からはGMAネットワーク（GMA Pinoy TV）に切り替えたため、放映できなくなった。
2008年12月からTFCとして再びABS-CBNの番組を配信する予定だったため、2008年11月より無料の告知放送を放映していた。ところが、予定の12月1日になっても告知放送がそのまま放送されたまま実現せず、2009年1月31日をもって停波し、一旦放送終了となっていたが、2009年10月1日に放送が787chにて再開された（衛星役務利用放送事業者:スカパー・ブロードキャスティング）。
2012年9月30日をもって放送終了。